# Gare de Mamer-Lycée
La gare de Mamer-Lycée est une gare ferroviaire luxembourgeoise de la ligne 5, de Luxembourg à Kleinbettingen et frontière, située sur le territoire de la commune de Mamer, dans le canton de Capellen.
C'est une halte ferroviaire mise en service en 2003 par la Société nationale des chemins de fer luxembourgeois (CFL), elle desservie par des trains Regional-Express (RE) et Regionalbunn (RB), en semaine uniquement.

## Situation ferroviaire
Établie à 300 mètres d'altitude, la gare de Mamer-Lycée est située au point kilométrique (PK) 8,660 de la ligne 5 de Luxembourg à Kleinbettingen et la frontière, entre les gares de Bertrange - Strassen et de Mamer.

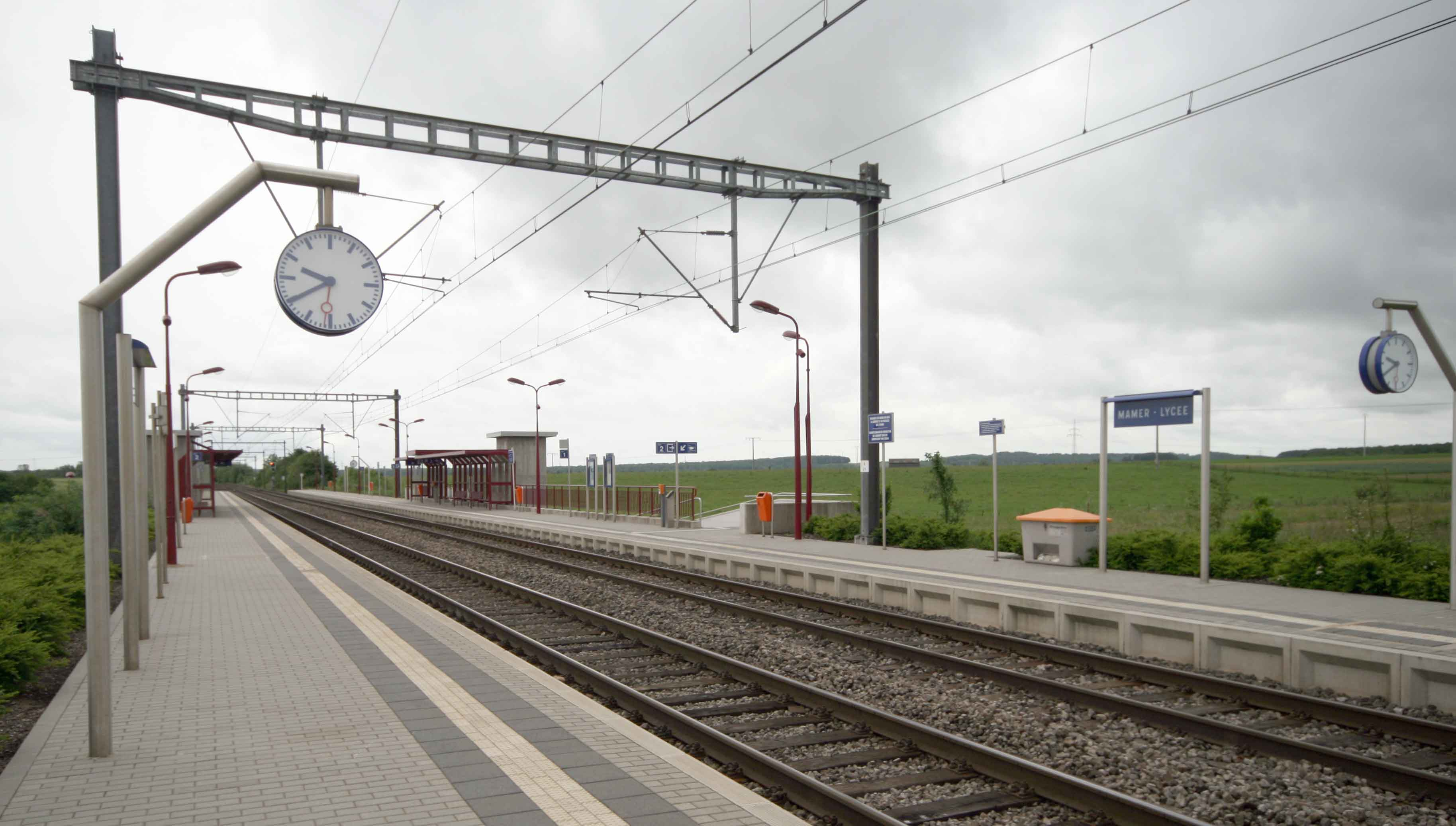
Les voies et quais de la halte ferroviaire.

## Histoire
Le nouvel arrêt ferroviaire de Mamer-Lycée est mis en service le 15 septembre 2003 par la Société nationale des chemins de fer luxembourgeois (CFL).

## Service des voyageurs

### Accueil
Halte CFL, c'est un point d'arrêt non géré (PANG) à accès libre. Elle est équipée de deux abris et d'un automate pour l'achat de titres de transport. Le passage d'un quai à l'autre se fait par un souterrain équipé d'ascenseurs.

### Desserte
Mamer-Lycée est desservie par des trains Regional-Express (RE) et Regionalbunn (RB) de la ligne Luxembourg - Kleinbettingen - Arlon,.
Cette halte étant destinée à répondre aux besoins des élèves du Lycée Josy Barthel, rejoint par l'école européenne Luxembourg II en septembre 2012, la halte ferroviaire de Mamer-Lycée est desservie les jours ouvrables uniquement, de 7 h à 20 h.

### Intermodalité
La halte ne dispose pas de parking, mais il existe des cheminements piétonniers vers les deux établissements scolaires.